# Takashi Murakami

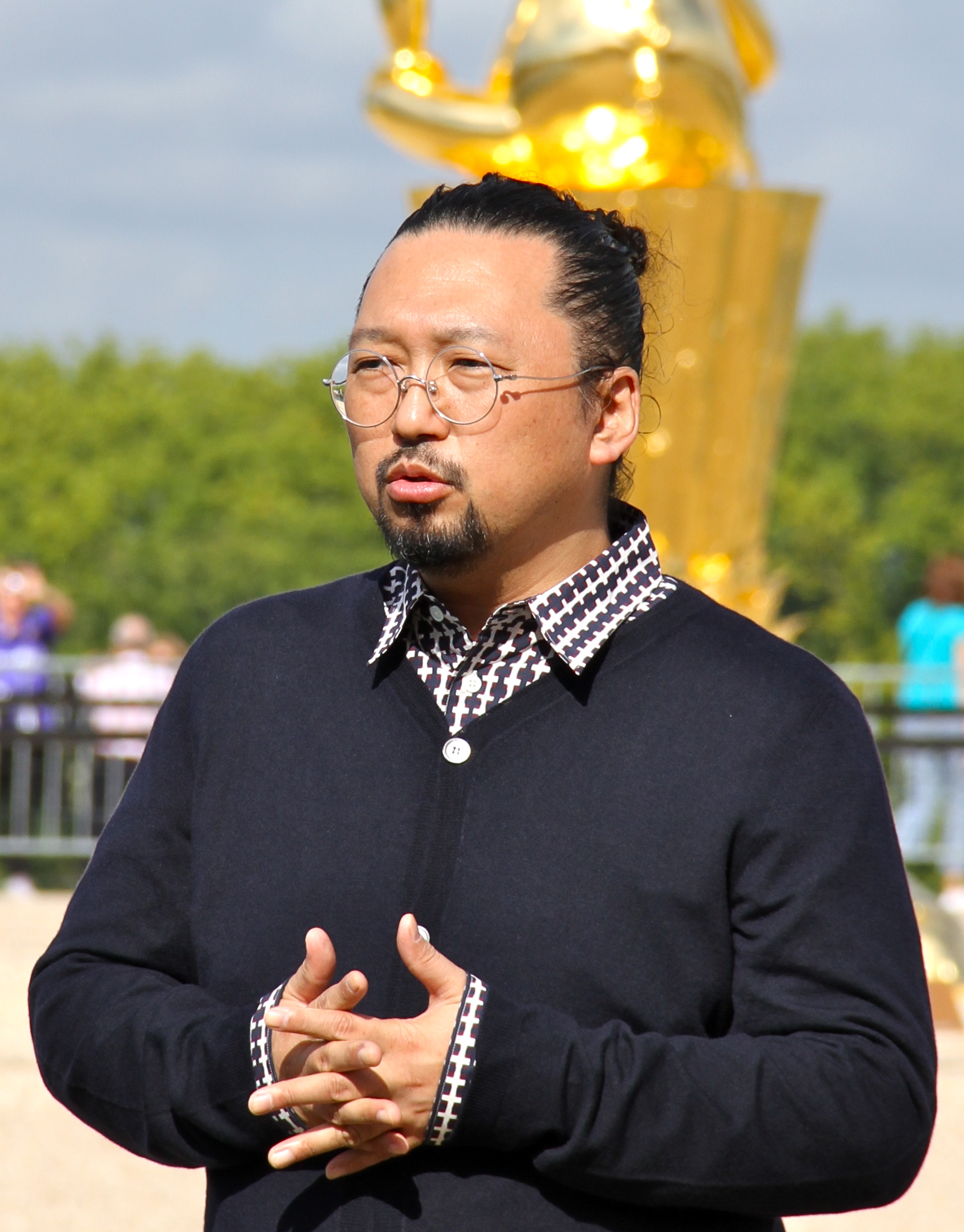
Takashi Murakami vid slottet i Versailles i september 2010.

Takashi Murakami, 村上隆, född 1 februari 1962 i Tokyo i Japan, är en japansk målare och skulptör.

## Biografi
Takashi Murakami växte upp i Tokyo. Han utbildade sig på Tokyo University of the Arts, från början för att bli tecknare av animationer, men så småningom med inriktning på den traditionella japanska målarformen Nihonga.
Murakamis skulptur "My Lonesome Cowboy" från 1998 såldes för drygt 15 miljoner dollar på Sotheby's 2008.

### Superflat
År 2000 myntade han teorin Superflat, i samband med en utställning på Museum of Contemporary Art i Los Angeles. Begreppet har som utgångspunkt den betoning på ytan som han såg som gemensam för både den traditionella japanska konsten och samtidens manga och anime. I teorin inbegrips också en fusion av finkultur och populärkultur.
Det postmodernistiska Superflat-konceptet har även anammats av och inspirerat andra moderna konstnärer och anime-skapare, inklusive Mamoru Hosoda (som bjöds in till att animera Murakamis kortfilm Superflat Monogram) och Masaaki Yuasa (vars studio Studio 4°C bär ett namn som å andra sidan syftar på temperaturen när vatten är som tyngst). Yuasas film Mind Game från 2004 är gjord i sin stil som avviker kraftigt från gängse "mangastil"; samma år producerades även den stilistiskt snarlika animeserien Fūjin monogatari (engelska: Windy Tales), även den kännetecknad av en skissartad stil.